# Cruz de Cong
La Cruz de Cong (en irlandés: An Bacall Buí, "el báculo amarillo") es una cruz procesional de comienzos del siglo XII realizada según reza una inscripción para Toirdelbach Ua Conchobair (m. 1156), Rey de Connacht y Rey Supremo de Irlanda, para donarla a la iglesia Catedral de la época, situada en Tuam, Condado de Galway, Irlanda. La cruz fue posteriormente llevada la Abadía de Cong en el Condado de Mayo, del que toma su nombre. Fue diseñada para ser colocada encima de un báculo y es también un relicario, diseñado para contener un trozo de la Vera Cruz. Esto le daba una importancia adicional como objeto de reverencia y fue la razón de ser de la elaborada belleza del objeto.
La cruz se exhibe en el Museo Nacional de Irlanda, en Dublín, habiendo estado anteriormente expuesta en el Museo de la Real Academia de Irlanda, también en Dublín. Está considerada como uno de los más finos ejemplos de orfebrería y arte decorativo de la época en Europa Occidental.

## Descripción

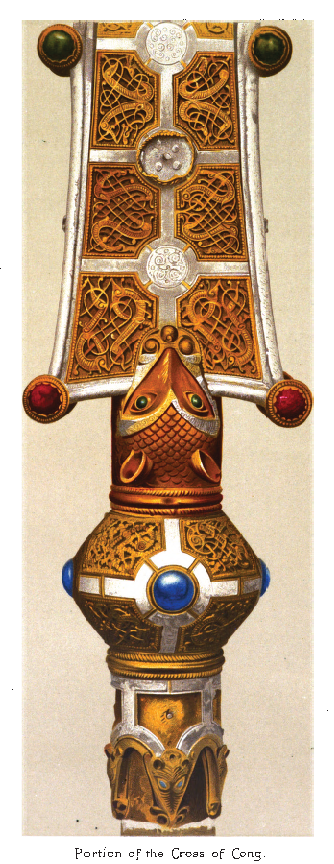
Detalle de Notas en la Cruz de Cong

La cruz consta de una cruz de roble, cubierta de oro, plata, nielado, cobre, bronce, latón, esmalte, vidrio pintado, y otra ornamentación. Además de las tradicionales características del diseño irlandés del arte Insular, la cruz también muestra influencias vikingas y románicas, incluyendo lacería al estilo delarte vikingo. Se ha sugerido que los elementos estilísticos insulares más antiguos puede un revivalismo deliberado. La decoración incluye un delicado trabajo de filigrana dorada en un patrón intercalado adelante y atrás. Desde la base, cabezas de bestias en cada lado agarran la cruz con su boca, un rasgo también encontrado en cruces alemanas. Se pensaba que la forma general de la cruz era Románica, pero descubrimientos recientes han mostrado formas muy similares en muchas piezas irlandesas anteriores. Algunos de las piedras preciosas originales y piezas de vaso que adornaban la cruz se han perdido.
Hay una gran pieza de cuarzo pulido en el centro de la cruz. Bajo él se colocaba la reliquia (enviada desde Roma alrededor del año 1123) de lo que en aquel tiempo se consideraba era la Vera Cruz. La reliquia se ha perdido desde entonces, y era un fragmento pequeño de madera. El cristal es semi-transparente, permitiendo en su momento ver parcialmente la cruz al espectador.
La cruz mide 30 pulgadas (76 cm.) de alto y los brazos 18 y 3⁄4 pulgadas (48 cm.) de ancho.
Como cruz procesional, la cruz se llevaba montada en un báculo al frente de una procesión religiosa por uno de los clérigos oficiantes o sus monaguillos. A menudo tales cruces eran separadas del báculo y colocadas en el altar durante la ceremonia.
La reencarnación de centenarias técnicas irlandesas de trabajo en metal, como la yuxtaposición de esmalte rojo y amarillo, se ven en la Cruz de Cong y en el relicario de Manchan.

## Historia
Según los anales irlandeses, apoyados por las inscripciones en la propia cruz (que hacen referencias a personajes históricos), la cruz fue hecha en el Condado de Roscommon. En los anales, la cruz es a veces llamada en lengua irlandesa "an Bacall Buidhe", que se traduce como "el báculo amarillo" — una referencia a su color dorado.

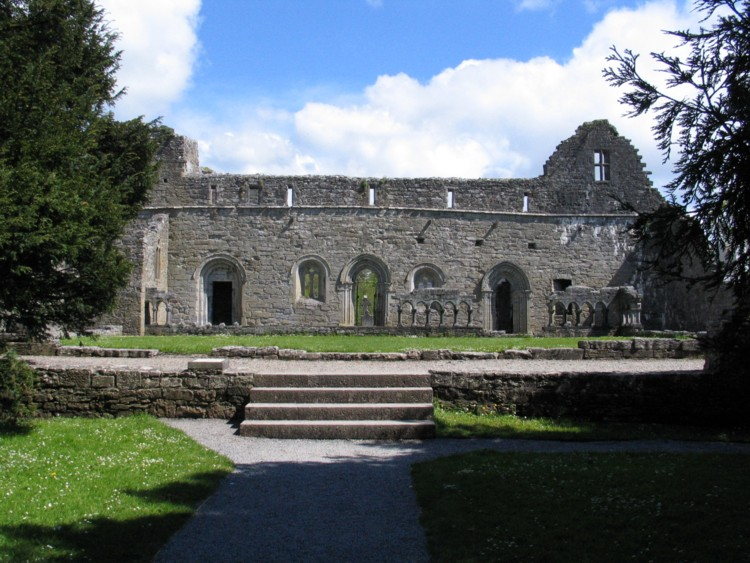
Ruinas de Cong Abadía, Condado Mayo.

La cruz fue comisionada por el rey Tairrdelbach Ua Conchobair.
En el año 1123, según los anales irlandeses, un pequeño fragmento de la supuesta Vera Cruz llegó en Irlanda y fue depositada en Roscommon. La cruz entonces parece haber sido llevada a Tuam. En una fecha temprana, probablemente a mediados del siglo XII, la cruz fue trasladada de Tuam a Cong Abbey, una abadía fundada por los agustinos en un emplazamiento cristiano anterior.
En las centurias posteriores, la ubicación exacta de la cruz en el área de Cong es incierta pero parece haber sido escondida por lugareños y eclesiásticos sus casas debido a persecución religiosa contra los católicos, que culminó con las leyes penales.
En 1680, Ruaidhrí Ó Flaithbheartaigh, historiador del Condado de Galway, vio la cruz (a la que se refirió como la "cruz del Abad de Cong") y copió sus inscripciones. Edward Lhuyd de Gales, amigo de Ó Flaithbheartaigh, registró este hecho en su "Archaeologia Britannica", publicada en 1707.

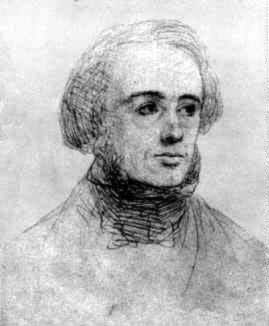
James MacCullagh (1809–1847).

En el siglo XIX, George Petrie, anticuario irlandés, era consciente de que el libro de Lhuyd mencionaba la cruz, aunque malinterpretó los detalles parcialmente. En 1822, Petrie había visto la cruz él mientras cruzaba Cong durante una visita a Connacht. Petrie habló a su amigo, el profesor James MacCullagh del Trinity College de Dublín, sobre la cruz y su valor histórico. MacCullagh, utilizando su dinero, aunque no era un hombre rico, adquirió la cruz al sacerdote parroquial de Cong– Fr. Michael Waldron. Waldron había sucedido a Patrick Prendergast como sacerdote parroquial de Cong, cuando Fr. Prendergast murió en 1829, y descubrió la cruz entre sus pertenencias. Patrick Prendergast, agustino, es también considerado el último Abad de Cong. Había descubierto la cruz escondida en un viejo arcón de roble en una antigua casa del pueblo, donde se dice que había permanecido oculto desde mediados del siglo XVII (época de la ocupación de Cromwelli). Fr. Prendergast conservó la cruz en su casa, llamada 'Abbotstown', localizada en una granja en el townland de Ballymagibbon (o Ballymacgibbon), cerca de Cong. William Wilde, que era de esta parte de Irlanda, había visto la cruz en su niñez en poder de Fr. Prendergast y declaró que en aquel tiempo (comienzos del siglo XIX) la cruz era utilizada en la capilla de Cong en Navidad y Pascua, cuando era colocado en el altar durante la misa. MacCullagh presentó la cruz en 1839 a la Real Academia de Irlanda.
Aproximadamente en 1890, la cruz fue trasladada al recién abierto Museo Nacional de Ciencia y Arte, Dublín, predecesor del Museo Nacional de Irlanda, y permaneció en el mismo edificio tras la fundación del Museo Nacional de Irlanda en 1925. Hoy, la cruz continúa en el Museo Nacional de Irlanda, a pesar de que se exhibió en el Museo Nacional de Irlanda–Country Life, Turlough Park, Castlebar, durante la restauración del museo de Dublín de 2010. Fue la primera vez en que la cruz abandonaba Dublin desde los años 1830.

## Inscripciones
La cruz presenta varias inscripciones — todas en irlandés, a excepción de una en latín.

### Latin
La inscripción latina aparece dos veces– una en cada lado del fuste– en un caso las letras de la sexta palabra son PAHUS, y en el otro, PASUS; debería ser PASSUS. Una reproducción facsímil se muestra a continuación,

En latín moderno se transcribe como 
"Hāc cruce Quid tegitur quā pas[s]nos conditor orbis",[14]
 que se traduciría como
"Con esta cruz está cubierta la cruz en la que padecido el Hacedor del Mundo."
 O, con significado similar, como
"En esta cruz está preservada [o conservada] la cruz en qué el Fundador del mundo padeció."

### Irlandés

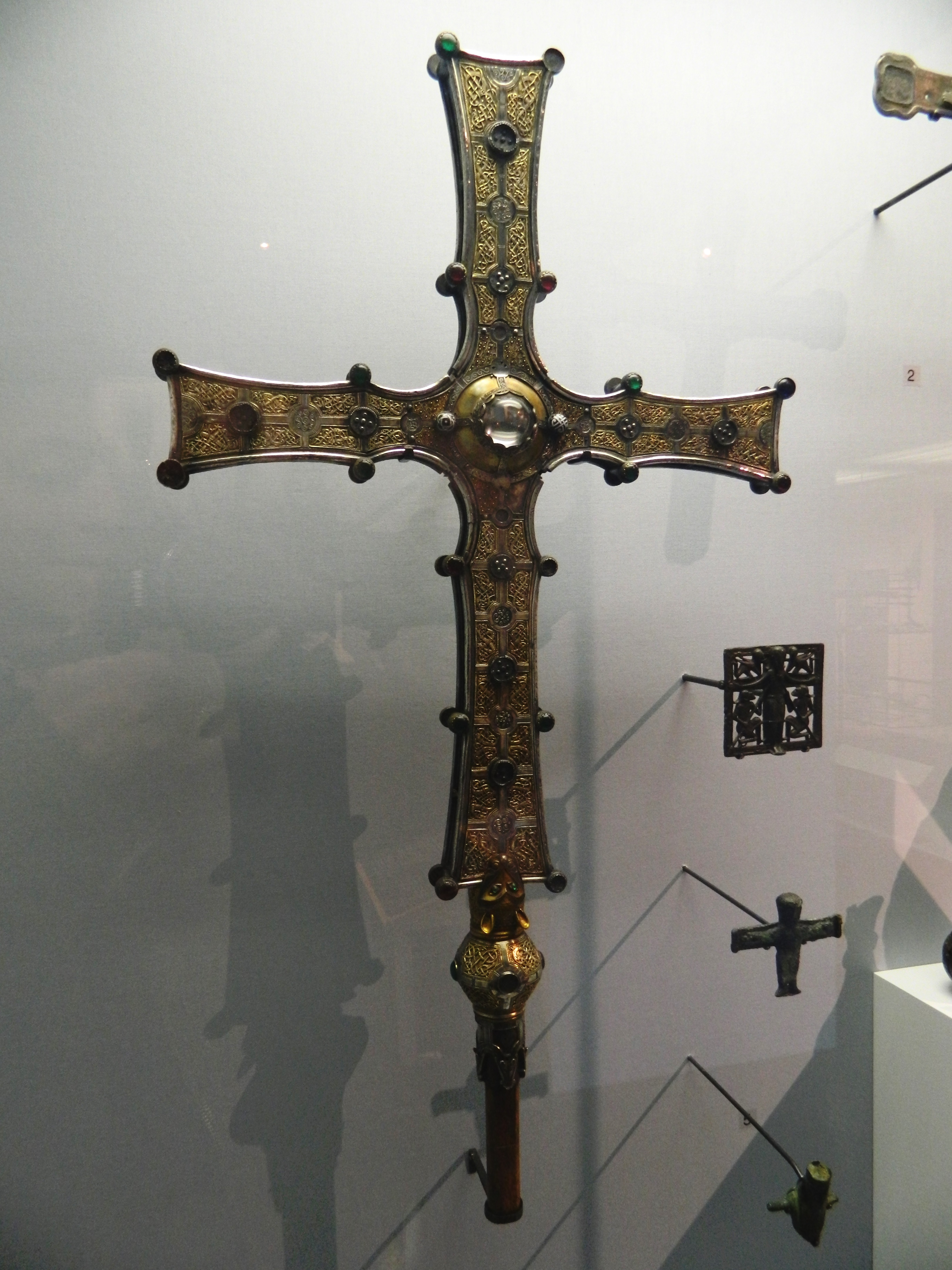
Replica En el Ulster Museo

Además, las inscripciones en irlandés rezan lo siguiente:
Una oración por Tairrdelbach Ua Conchobair, por el Rey de Irlanda, por el que se hizo este relicario.
Ruega por Muireadhach Ua Dubhthaigh, el Sénior de Erin.
Ruega por Domnall mac Flannacáin Ua Dubthaig, Obispo de Connacht y Comarb [Sucesor] de [Santos] Comman y Ciaran, bajo cuya supervisión se hizo el relicario.
Ruega por Mael Isu mac Bratdan O Echan, que hizo este relicario.

## Creación
Las semejanzas técnicas y estilísticas con el "grupo de la Cruz de Cong",confirman sin duda que la Cruz de Cong fue elaborada en el "bien-definido" y "original" taller de orfebrería activo en el siglo XII en Roscommon. La cruz probablemente pudo ser encargada por el Obispo "Domnall mac Flannacain Ui Dubthaig", de Elphin, una de las sedes episcopales más ricas de la Irlanda Medieval, y creado por el orfebre irlandés: ("Mailisa MacEgan"), del que O'Donovan dice que era Abad de Cloncraff, en Roscommon, aunque carece de evidencia suficiente para esta identificación. El fundador y patrón de este taller, podría haber sido San Assicus de Elphin. Ruaidrí Ua Conchobair fue patrón de la reliquia, aunque quizás monasterios más que diócesis encargaban relicarios metálicos.